# Famous (пісня Каньє Веста)
«Famous» — пісня американського репера Каньє Веста, випущена 1 квітня 2016 року як головний сингл з його сьомого студійного альбому The Life of Pablo. Вона була спродюсована Каньє Вестом спільно з Havoc. У пісні звучить вокал Ріанни, едліби Swizz Beatz, а також семпли пісні ямайської співачки Sister Nancy «Bam Bam» і «Do What You Gotta Do» американської співачки Ніни Сімон. 28 березня 2016 року сингл надійшов на міські та ритмічні сучасні радіостанції США, а реліз був підтверджений за три дні до цього.

Після випуску «Famous» отримав змішані відгуки критиків через суперечливе ліричне посилання на американську співачку Тейлор Свіфт, частково у зв’язку з тим, що Каньє Вест перервав її промову на врученні MTV Video Music Awards у 2009 році:

Для всіх моїх південних ніггерів, які знають мене найкраще
Я відчуваю, що ми з Тейлор все ще можемо займатися сексом
Чому? Я зробив цю суку відомою
(До біса!)
Я зробив цю суку відомою.

Після того, як Вест заявив, що отримав схвалення Тейлор щодо лірики, але вона заперечила це, розкритикувала Веста та засудила лірику як «жінконенависницьку» у своїй заяві. Кілька місяців потому, тодішня дружина Веста Кім Кардаш'ян опублікувала трихвилинне відео, в якому були записані фрагменти розмови між Свіфт і Вестом, у якому Свіфт, здається, схвалює частину лірики. У 2020 році з’явилася 25-хвилинна необрізана версія відео, в якій було встановлено, що Вест, схоже, не сказав Тейлор про конкретну фразу («Я зробив цю суку відомою»), проти якої вона заперечувала.

## Музичне відео
Прем’єра відеокліпу на пісню відбулася на ексклюзивному заході Tidal на Форумі в Інглвуді, штат Каліфорнія, 24 червня 2016 року. Відео починається з того, що камера повільно проходить по оголених, сплячих тілах відомих особистостей. Тіла всіх знаменитостей синтетичні. Наприкінці відео камера розгортається, показуючи всі сплячі тіла в той самий час, коли Каньє Вест прокидається від сну. Візуальним натхненням для створення відео стала картина Вінсента Дезидеріо «Сон».
Він був негативно сприйнятий на YouTube, зібравши майже 100 000 дизлайків через три дні після завантаження, що перевищувало кількість лайків. Німецький режисер Вернер Герцог висловив захоплення відео, назвавши його «дуже хорошим матеріалом» і зізнавшись, що «ніколи не бачив нічого подібного». Скульптури, зображені в музичному відео, знаходяться в турі по галереї, вартість продажу яких досягає 4 мільйонів доларів.
Відео було номіновано як найкраще чоловіче відео та відео року на MTV Video Music Awards 2016, а також найкраще хіп-хоп відео на MTV Video Music Awards 2016 Japan та найкраще відео на MTV Europe Music Awards 2016. відео було номіновано як найкраще відео на NME Awards 2017.

## Чарти
| Чарт (2016)                               | Пікова позиція |
| ----------------------------------------- | -------------- |
| Австралія (ARIA)                          | 43             |
| Бельгія (Ultratip Flanders)               | 2              |
| Бельгія Urban (Ultratop Flanders)         | 12             |
| Бельгія (Ultratip Wallonia)               | 21             |
| Канада (Canadian Hot 100)                 | 31             |
| Чехія (Singles Digitál Top 100)           | 36             |
| Данія (Tracklisten)                       | 21             |
| Finnish Airplay (Radiosoittolista)        | 93             |
| Франція (SNEP)                            | 128            |
| Ірландія (IRMA)                           | 28             |
| Італія (FIMI)                             | 59             |
| Нідерланди (Dutch Top 40 Tipparade)       | 7              |
| Нідерланди (Mega Single Top 100)          | 55             |
| Нова Зеландія (RIANZ)                     | 28             |
| Норвегія (VG-lista)                       | 17             |
| Португалія (AFP)                          | 46             |
| Шотландія (Official Charts Company)       | 54             |
| Іспанія (PROMUSICAE)                      | 86             |
| Швеція (Sverigetopplistan)                | 23             |
| Швейцарія (Media Control AG)              | 45             |
| Велика Британія (Official Charts Company) | 33             |
| Велика Британія (UK R&B Chart)            | 6              |
| США (Billboard Hot 100)                   | 34             |
| США (Hot R&B/Hip-Hop Songs) (Billboard)   | 13             |
| США (Rhythmic) (Billboard)                | 24             |